# El Maluco (Michoacán)
El Maluco está situado en el municipio de Angamacutiro (en el Estado de Michoacán de Ocampo). Tiene una población de 1892 habitantes. El Maluco está a 1700 metros de altitud.
En El Maluco hay 609 viviendas. De ellas, el 98,94% cuentan con electricidad, el 99,58% tienen agua entubada, el 82,84% tiene excusado o sanitario, el 77,12% radio, el 94,92% televisión, el 79,66% refrigerador, el 53,81% lavadora, el 46,61% automóvil, el 4,87% una computadora personal, el 47,88% teléfono fijo, el 29,45% teléfono celular, y el 0,42% Internet.
El 0,00% de la población es indígena, y el 0,05% de los habitantes habla una lengua indígena. El 0,00% de la población habla una lengua indígena y no habla español.

## Clima
El clima predominante es templado con lluvias en verano, presenta temperaturas que oscilan de 1 °C a 37.8 °C.

## Demografía
| Gráfica de evolución demográfica |
|                                  |

| Censo | Población |
| ----- | --------- |
| 1900  | 573       |
| 1910  | 556       |
| 1921  | 390       |
| 1930  | 569       |
| 1940  | 735       |
| 1950  | 777       |
| 1960  | 612       |
| 1970  | 1 242     |
| 1980  | 1 015     |
| 1990  | 1 783     |
| 2000  | 1 966     |
| 2010  | 1 892     |
| 2020  | 2 006     |